# حقل سمنة
حقل سمنة هو حقل للغاز الطبيعي غير التقليدي في المملكة العربية السعودية أعلن وزير الطاقة الأمير عبد العزيز بن سلمان عن تمكن أرامكو السعودية من اكتشافه في 27 فبراير 2022.

## الموقع
يقع في المنطقة الشرقية جنوب حقل الغوار على بعد 211 كيلو متراً جنوب غرب مدينة الظهران.

## الإنتاج
تدفق الغاز من بئر سمنة -2 بمعدل 5,8 ملايين قدم مكعبة قياسية في اليوم مع 24 برميلاً من المكثفات، كما تدفق الغاز من بئر سمنة -104001 بمعدل 11,6 مليون قدم مكعبة قياسية في اليوم مع 169 برميلاً من المكثفات، وتدفق الغاز من بئر سمنة -6 بمعدل 9,25 ملايين قدم مكعبة قياسية في اليوم.